# Орша (Марий Эл)
Орша (мар. Ӧрша) — село в Советском районе Республики Марий Эл. Входит в состав Вятского сельского поселения.

## Географическое положение
Находится в центральной части республики Марий Эл на расстоянии приблизительно 14 км по прямой на север-северо-восток от районного центра посёлка Советский.

## История
Известно с 1861 года как село с только что построенной деревянной Козьмодемьяновской церковью. В 1881—1887 годах было построено новое каменное здание церкви (с 1995 года служение возобновилось). В советское время работал колхоз "Броненосец «Потемкин»..

## Население
Население составляло 449 человека (71 % мари) в 2002 году, 423 в 2010.

## Известные уроженцы
- Замятина Серафима Матвеевна (1895—1953) — русский советский педагог. Завуч, директор Русско-Кукморской 7-летней школы Семёновского / Медведевского района Марийской АССР (1931―1953). Одна из первых в Марийской республике заслуженный учитель школы Марийской АССР (1941). Кавалер ордена Ленина (1949).